# Jan Pacák
Jan Pacák (26. prosince 1909 Kroměříž – 22. prosince 1986 Praha) byl český filmový architekt a pedagog FAMU. V letech 1925–1927 se v Kroměříži vyučil truhlářem. Jeho přičiněním coby horlivého komunisty musel po komunistickém převratu v únoru 1948 skončit u filmu filmový architekt Rudolf Lukeš.
Byl otcem hudebníka a výtvarníka Jana Antonína Pacáka.

## Filmografie
Jako architekt se podílel na následujících filmech:
- Puščik jede do Prahy, 1965
- Zbytečný motiv, 1960
- Generál, 1960
- Sousto, 1960
- Kočičina, 1960
- Přátelé na moři, 1959
- Přítel lhář, 1957
- Brankář bydlí v naší ulici, 1957
- Tanková brigáda, 1955
- Hastrman, 1955
- Ženichové aneb Kdo chce kam, pomozme mu tam, 1955
- Blázni mezi námi, 1955
- Dny a noci, 1954
- Na stříbrném zrcadle, 1954
- Ještě svatba nebyla..., 1954
- Pyšná princezna, 1952
- Dovolená s Andělem, 1952
- Dva ohně, 1949
- Dnes o půl jedenácté, 1949
- Křižovatka života, 1948
- Léto, 1948
- Daleká cesta, 1948
- Nikdo nic neví, 1947 (Spolupráce)
- Jan Roháč z Dubé, 1947 (Asistent architekta)
- Nezbedný bakalář, 1946 (Asistent architekta)